# 臺南市七股區後港國民小學
台南市七股區後港國民小學，是台灣台南市的一所市立國民小學，位於七股區北部的大潭里。

## 校史
後港國小之校史可追溯至日治時期、1928年3月20日成立之「七股公學校後港分教場」，建校之初因尚無校舍可用，故暫借民宅授課，至同年6月15日方於原台潭村市場附近新建教室。1935年7月24日奉令獨立設校，稱「後港公學校」，然因該校位處學區偏北之處，故彼時有遷校之議，時至1941年，始於現址新建校舍供遷校之用。同年5月1日，因臺灣教育令修正而改稱「後港國民學校」。
二次大戰後，後港國民學校於1946年1月17日改稱「臺南縣七股鄉第二國民學校」，同年12月17日，再改為「臺南縣七股鄉後港國民學校」，並於1947年完成遷校。1959年8月1日，轄下篤加分校奉准獨立；1960年8月1日，頂山分校亦獨立設校。1964年7月，開始供應營養午餐予學童。1968年8月1日，因臺灣實施九年國民義務教育，改制為「臺南縣七股鄉後港國民小學」。2001年8月1日，先前獨立設校之頂山國小因學生數不足，再次併入後港國小，成為頂山分校。

## 歷任校長
| 任次     | 校長   | 任期時間                      |
| -------- | ------ | ----------------------------- |
| 第1任    | 蘇枰棒 | 1945年－1955年5月7日          |
| 第2任    | 陳溪泉 | 1955年5月7日－1956年8月21日   |
| 第3任    | 林注生 | 1956年8月21日－1970年12月30日 |
| 第4任    | 謝仙配 | 1971年9月1日－1975年8月1日    |
| 第5任    | 楊克忠 | 1975年8月1日－1988年2月1日    |
| 第6任    | 許福田 | 1988年8月1日－1996年10月1日   |
| 第7任    | 盧緯緣 | 1996年10月1日－2003年8月1日   |
| 第8任    | 陳聖勁 | 2003年8月1日－2011年8月1日    |
| 第9任    | 黃文信 | 2011年8月1日－2017年7月31日   |
| 第10任   | 方婉真 | 2017年8月1日－2025年7月31日   |
| 第十一任 | 吳政諺 | 2025年8月1日--現任            |

## 外部連結
- 臺南市七股區後港國民小學